# Liste de jeux Microïds
Cet article est une liste des jeux vidéo produits ou publiés par MC2 France, sous ses nombreuses branches incluant Microïds, Cryo, Index+ et Wanadoo Édition. À partir de 2009, les jeux ont été publiés par Anuman Interactive sous la marque Microïds.

## Liste

### Années 1980
- Oceania (1985)
- Grand Prix 500 cc (1986)
- Rodeo (1986)
- Superbike Challenge (1987)
- Downhill Challenge / Super Ski (1987)
- Quad (1987)
- Demonia (1987)
- Highway Patrol (1989)
- Chicago 90 (1989)

### Années 1990
- Highway Patrol 2 (1990)
- Super Ski 2 (1990)
- Eagle's Rider (1990)
- Sliders (1991)
- Killerball (1991)
- Grand Prix 500 2 (1991)
- Nicky Boom (1992)
- Action Sport (1993)
- Super Sport Challenge (1993)
- Genesia/Ultimate Domain (1993)
- Nicky 2 1993
- Super Ski 3 (1994)
- Genesia (1994)
- Les Aventures de Carlos (1994)
- Fort Boyard : Le Défi (1995)[1]
- Evidence: The Last Report (1996)
- Secret Mission  (1996)
- Fort Boyard : La Légende (1996)[2]
- Des chiffres et des lettres (1997)
- Rising Lands (1997)
- Shogo: Mobile Armor Division (1998)
- Saban's Iznogoud (1998)
- L'Amerzone : Le Testament de l'explorateur (1999)
- Dracula : Résurrection (1999)
- Corsairs (1999)
- Gruntz (1999)

### Années 2000
- Dracula 2 : Le Dernier Sanctuaire (2000)
- Les Fourmis (2000)
- Warm Up! (2000)
- Louvre : L'Ultime Malédiction (2000)
- Fort Boyard Millenium (2000)[3]
- Far Gate (2001)
- Monster Racer (2001)
- Road to India (2001)
- Open Kart (2001)
- Tennis Masters Series (2001)
- Times of Conflict (2001)
- Druuna : Morbus Gravis (2001)
- NYR: New York Race, développé par Kalisto (2001)
- Snow Cross, développé par Vicarious Visions (2001)
- Kirikou, développé par Étranges Libellules (2001)
- Alfred Hitchcock: The Final Cut, développé par Arxel Tribe (2001)
- The Cameron Files: Secret at Loch Ness, développé par Galilea Games (2001)
- Master Rallye développé par Steel Monkeys (2001)
- The Fish Files développé par 7th Sense (2001)
- Pink Panther : À la poursuite de la Panthère rose, développé par Étranges Libellules (2002)
- Roland Garros 2002, développé par Carapace, 2002)
- Project Zero, développé par Tecmo (2002)
- Robin Hood : La Légende de Sherwood, développé par Spellbound Entertainment (2002)
- Kohan: Battles of Ahriman, développé par Timegate (2002)
- Iron Storm, développé par 4X (2002) (PS2 version par Rebellion Developments sous le titre World War Zero: Iron Storm)
- Sherlock Holmes : Le Mystère de la momie, développé par Frogwares (2002)
- Haegemonia: Legions of Iron, développé par Digital Reality (2002)
- Celtic Kings: Rage of War, développé par Haemimont Games (2002)
- Gremlins: Stripe vs. Gizmo, développé par Magic Pockets (2002)
- Speedball 2, développé par Crawfish (2002)
- Castleween (2002)
- Inquisition (2002)
- Syberia (2002)
- Tennis Masters Series 2003 (2002)
- Post mortem (2002)
- War and Peace (2002)
- Ski Park Manager (2002)
- Warrior Kings (2002)
- Jack the Ripper, développé par Galilea Games (2003)
- Roland Garros 2003, développé par Carapace (2003)
- Pro Beach Soccer, développé par PAM Development, 2003)
- Curse: The Eye of Isis, développé par Asylum Entertainment (2003)
- Rygar: The Legendary Adventure, développé par Tecmo (2003)
- Raging Blades, développé par PCCWJ (2003)
- Haegemonia: The SOLON Heritage, développé par Digital Reality (2003
- Knight's Apprentice, Memorick's Adventures (2004)
- Syberia II (2004)
- Still Life (2005)
- L'Île noyée (octobre 2007)
- Nostradamus : La Dernière Prophétie (2007)
- Dracula 3 : La Voie du dragon (2008)
- Still Life 2 (2009)
- Retour sur l'île mystérieuse 2 (2009)

### Années 2010
- Dracula 4 : L'Ombre du dragon (2013)
- Dream Chamber (2013)
- Agatha Christie: The ABC Murders (2016)
- Moto Racer 4 (2016)
- Yesterday Origins (2017)
- Syberia III (Scénario 2013, 2017)
- ATV Drift and Tricks (2017)
- Gear.Club Unlimited (2017)
- Super Chariot (2018)
- Flashback 25th Anniversary (2018)
- Blacksad: Under the Skin (2019)
- Toki (2018)
- Astérix et Obélix XXL 2 (2018)
- Gear.Club Unlimited 2 (2018)
- Astérix et Obélix XXL 3 (2019)[4]
- Fort Boyard (2019)
- Titeuf : Mega Party (2019)[5]

- Réussir : Code de la Route[6]

### Années 2020
- Oddworld: Stranger's Wrath (2020)
- Fort Boyard - nouvelle édition (2020)
- My Universe: My Baby (2020)
- Kingdom: Majestic (2020)
- Oddworld: Munch's Oddysee (2020)
- Gear. Club Unlimited 2: Porsche Edition (2020)
- Agatha Christie: The ABC Murders (jeu vidéo, 2016) Switch (2020)
- My Universe - School Teacher (2020)
- Astérix et Obélix - Romastered (2020)
- My Universe - Fashion Boutique (2020)
- Syberia: The World Before - Prologue (2020)
- Oddworld: New'n Tasty (2020)
- Les Tuniques Bleues : Nord & Sud (2020)
- Qui Veut Gagner des Millions ? (2020)
- XIII Remake (2020)
- My Universe - Cooking Star (2020)
- Professor Rubik's - Entrainement Cérébral (2020)
- Les Sisters : Show Devant (2021)
- Fort Boyard : Toujours Plus Fort ! (2021)
- Koh-Lanta : Les Aventuriers (2021)
- Beyond a Steel Sky (2021)
- Les Schtroumpfs : Mission Malfeuille (2021)
- Astérix & Obélix : Baffez-les Tous ! (2021)
- Marsupilami : Le Secret du Sarcophage (2021)
- Agatha Christie - Hercule Poirot : The First Cases (2021)
- Gear.Club Unlimited 2 Ultimate Edition (2021)
- Syberia : The World Before (2022)
- Alfred Hitchcock : Vertigo (2022)
- Fort Boyard 2022 (2022)
- Puy du Fou : La Quête d'Excalibur (2022)[7]
- Arkanoid : Eternal Battle (2022)
- Horse Tales : Emerald Valley Ranch (2022)
- New Joe and Mac (2022)
- Astérix et Obélix XXXL : Le Bélier d'Hibernie (2022)
- Smurfs Kart (2022)
- Home Design 3D VR (2023)
- Scrap Riders (2023)
- Operation Wolf - First Mission (2023)
- Agatha Christie Hercule Poirot - London Cases (2023)
- Inspecteur Gadget - Mad Time Party (2023)
- Dino Ranch (2023)
- Dolphin Spirit - Mission Océan (2023)
- Sisters 2 - Stars des Réseaux (2023)
- Hercule Poirot - Le Crime de l'Orient Express (2023)
- Les Schtroumpfs 2 - Le Prisonnier de la Pierre Verte (2023)
- Tintin Reporter - Les Cigares du Pharaon (2023)
- Astérix & Obélix : Baffez-les Tous ! 2 (2023)
- Goldorak - Le Festin des Loups (2023)
- Flashback 2 (2023)